# Banca Reglementelor Internaționale
Banca Reglementelor Internaționale, denumită și Banca de Decontări Internaționale, este o instituție bancară centrală care oferă servicii specializate băncilor centrale din întreaga lume.
Banca Reglementelor Internaționale este o organizație internațională de bănci centrale care "promovează cooperarea monetară și financiară internațională și servește ca o bancă pentru băncile centrale". Fiind o instituție internațională, acesta nu răspunde în fața niciunui guvern național unic.
Banca Reglementelor Internaționale își desfășoară activitatea prin intermediul subcomitetelor și prin adunarea generală anuală a tuturor băncilor membre. Acesta oferă, de asemenea, servicii bancare, dar numai băncilor centrale și altor organizații internaționale. Ea are sediul la Basel, în Elveția, având reprezentanțe în Hong Kong și  Ciudad de Mexico.

## Istorie
Banca a fost fondată printr-un acord interguvernamental în 1930 de către familia Rothschild, statele fondatoare fiind Germania, Belgia, Franța, Marea Britanie Italia, Japonia și Elveția.
Banca a fost inițial destinată să faciliteze despăgubirile impuse Germaniei prin Tratatul de la Versailles, după Primul Război Mondial.

## Directori generali
| Nume                 | Naționalitate | Perioada    |
| -------------------- | ------------- | ----------- |
| Jaime Caruana        | Spania        | din 2009    |
| Malcolm Knight       | Canada        | 2003 – 2009 |
| Andrew Crockett      | Regatul Unit  | 1994 – 2003 |
| Alexandre Lamfalussy | Belgia        | 1985 – 1993 |
| Gunther Schleiminger | Germania      | 1981 – 1985 |
| René Larre           | Franța        | 1971 – 1981 |
| Gabriel Ferras       | Franța        | 1963 – 1970 |
| Guillaume Guindey    | Franța        | 1958 – 1963 |
| Roger Auboin         | Franța        | 1938 – 1958 |
| Pierre Quesnay       | Franța        | 1930 – 1937 |